# Roman Savčenko
Roman Viktorovič Savčenko (in russo Роман Викторович Са́вченко?; Öskemen, 28 luglio 1988) è un hockeista su ghiaccio kazako.

## Carriera
Dal 2005 al 2009 ha militato con la squadra kazaka del Kazzinc-Torpedo.
Nella stagione 2008-2009 è approdato in KHL tra le file del Barys Astana.
Nel 2011 ha vinto la medaglia d'oro ai Giochi asiatici invernali con la sua nazionale. Con la rappresentativa kazaka inoltre ha preso parte alle edizioni 2012 e 2014 dei campionati mondiali.